# Parc national de Töfsingdalen
Le parc national de Töfsingdalen est un parc national suédois situé dans la commune d'Älvdalen, en Dalécarlie près de la frontière norvégienne. Il mesure 1 615 ha couvrant la vallée éponyme entre deux petites montagnes des Alpes scandinaves. Il est caractérisé par ses nombreux blocs et rochers, rendant le terrain particulièrement difficile à traverser. Cette inaccessibilité a permis à sa nature d'être en grande partie préservée de l'influence humaine, et de nos jours, le parc est en grande partie couvert d'une forêt primaire de conifères avec beaucoup de pins de plus de 500 ans. Cette forêt est un refuge pour de nombreuses espèces animales, avec en particulier les grands prédateurs que sont l'ours brun, le glouton et l'aigle royal.
La région est habitée par les Samis, peuple autochtone du nord suédois, qui avaient même un village près de la frontière du parc. Le parc national lui-même est créé en 1930. Du fait de sa pauvre accessibilité et du manque d'infrastructure touristique, le parc est de nos jours l'un des moins visités de Suède. L'autorité chargée des parcs nationaux suédois, Naturvårdsverket, espère étendre les frontières du parc pour y inclure Rogen et une vaste zone de montagne autour de l'actuel parc ce qui augmenterait la superficie du parc a environ 100 000 ha.

## Géographie

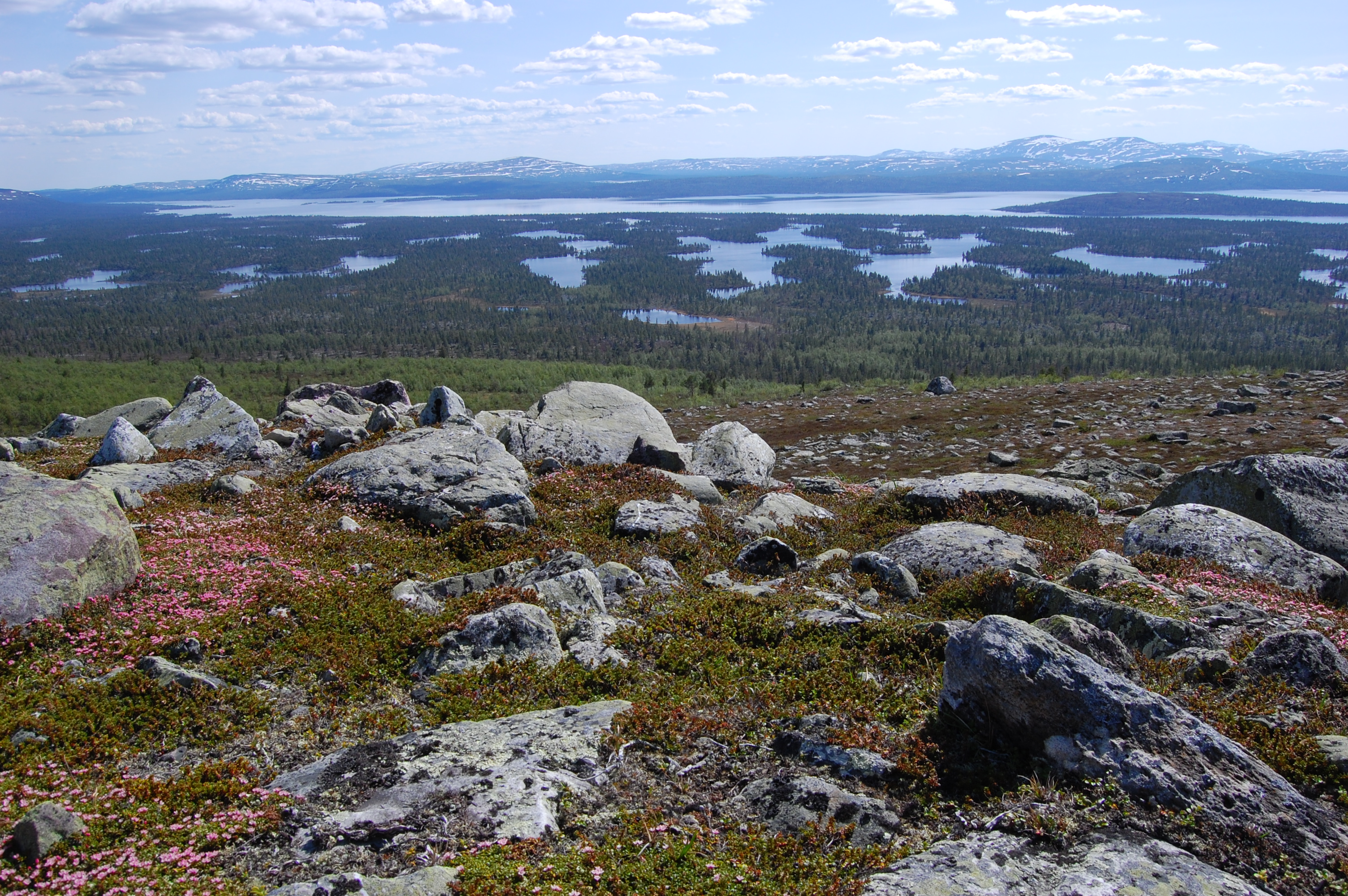
Le lac Rogen, non loin du parc.

Le parc national de Töfsingdalen est situé dans la commune d'Älvdalen, dans le comté de Dalécarlie, très près de la frontière norvégienne. Il est complètement enclavé dans la réserve naturelle de Långfjället, qui avec entre autres la réserve de Rogen et le parc national de Femundsmarka (en Norvège) forment un ensemble protégé de 2 015 km2 appelé Gränslandet. Le parc de Töfsingdalen lui-même couvre 1 590 ha ou 1 615 ha et est donc le plus petit parc national des montagnes suédoises.
Le parc tient son nom de la vallée de Töfsingdalen, qu'il protège en partie, logée entre deux montagnes élonguées, Olåsen et Hovden, cette dernière étant le point culminant du parc à avec 892 m d'altitude. Le parc est essentiellement une vaste pile de rochers, ce qui est interprété comme une zone de glace morte, c'est-à-dire où le glacier s'est retrouvé immobile pendant qu'il fondait et a laissé l'ensemble des rochers qu'il transportait au même endroit. Les roches en question sont principalement du grès, mais le cœur de la vallée expose des roches plus riches.
La rivière Töfsingån est la principale rivière complètement incluse dans le parc, mais la frontière ouest du parc est constituée par la Storån, une des sources de l'Österdalälven. La vallée de la Storån est caractérisée par de nombreuses formations fluvio-glaciaires (moraines, eskers ...), perpendiculaires au cours de la rivière, créant une alternance de lacs (en particulier Hävlingen et Särsjön) et de rapides.

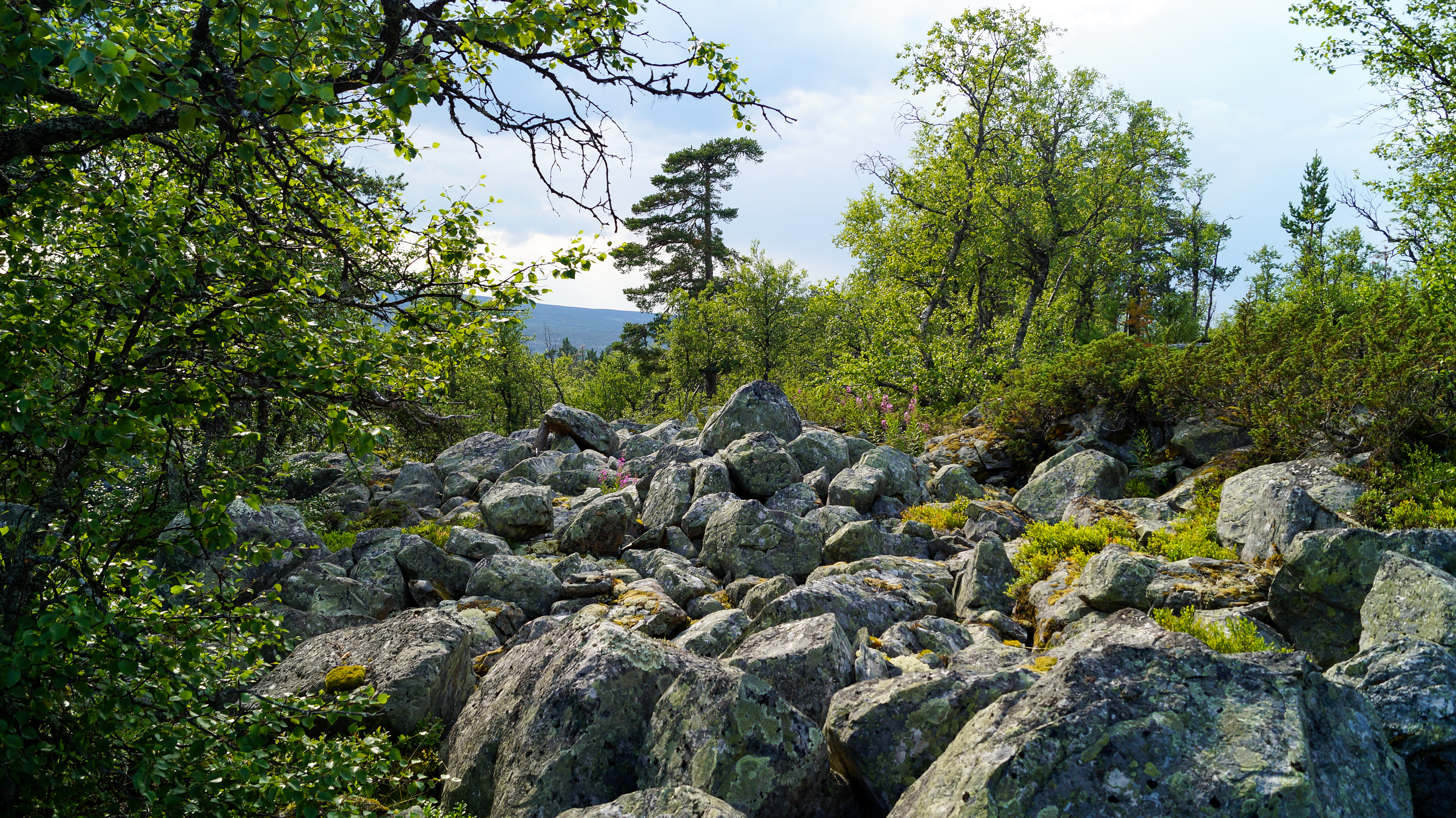
Pile de rochers dans le parc.

## Milieux naturels

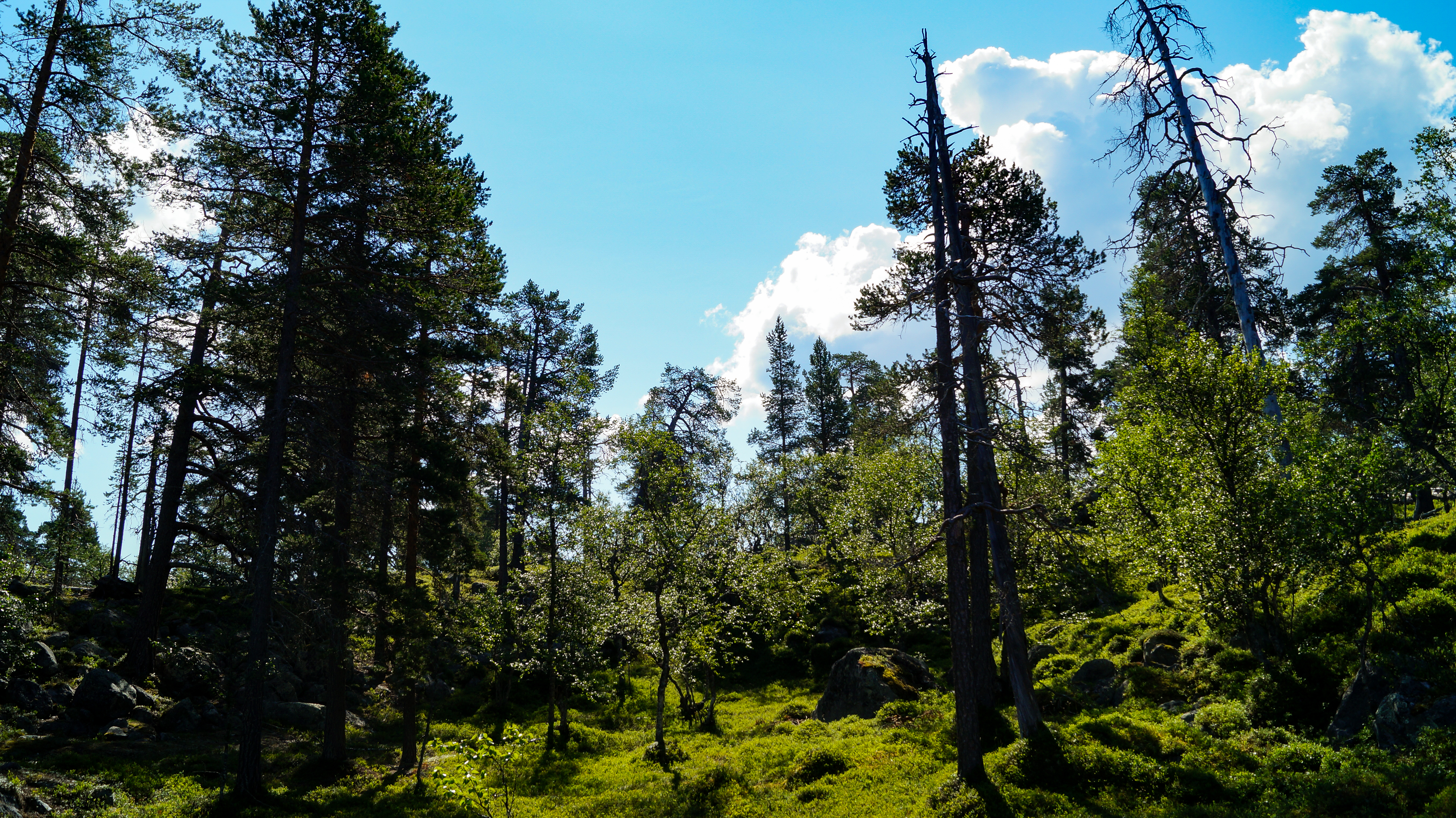
La forêt de pin de Töfsingdalen.

Une grande partie du parc est couvert d'une forêt primaire de pin sylvestre (Pinus sylvestris). Les conditions sont difficiles, avec un sol pauvre et rocheux et un climat peu clément, et les arbres poussent très lentement, et rarement très haut. Cependant, ces pins sont très resistants et beaucoup des arbres du parc atteignent plus de 500 ans. Ceci n'empêche pas la présence de bois mort, qui est important pour le développement de nombreuses espèces, en particulier de Fungi, plantes et insectes. Plusieurs de ces espèces sont devenues rares en Suède à cause de l'exploitation de la plupart des forêts du pays. Dans le parc, on trouve par exemple le lichen Letharia vulpina, menacé en Suède. Parfois, le terrain est tellement rocheux que même les pins ne s'y développent pas, et on trouve alors quelques bouleaux pubescents (Betula pubescens). 
Le long de la Töfsingån, le sol est nettement plus riche et en conséquence, la forêt aussi, avec des épicéas communs (Picea abies) pouvant atteindre plusieurs mètres. Près de l'eau, en particulier près des chutes, la flore est riche avec plusieurs espèces rares dans la région, par exemple la fougère autruche (Matteuccia struthiopteris), le sceau de Salomon verticillé (Polygonatum verticillatum), le bois-joli (Daphne mezereum) et la renoncule à feuilles de platane (Ranunculus platanifolius).

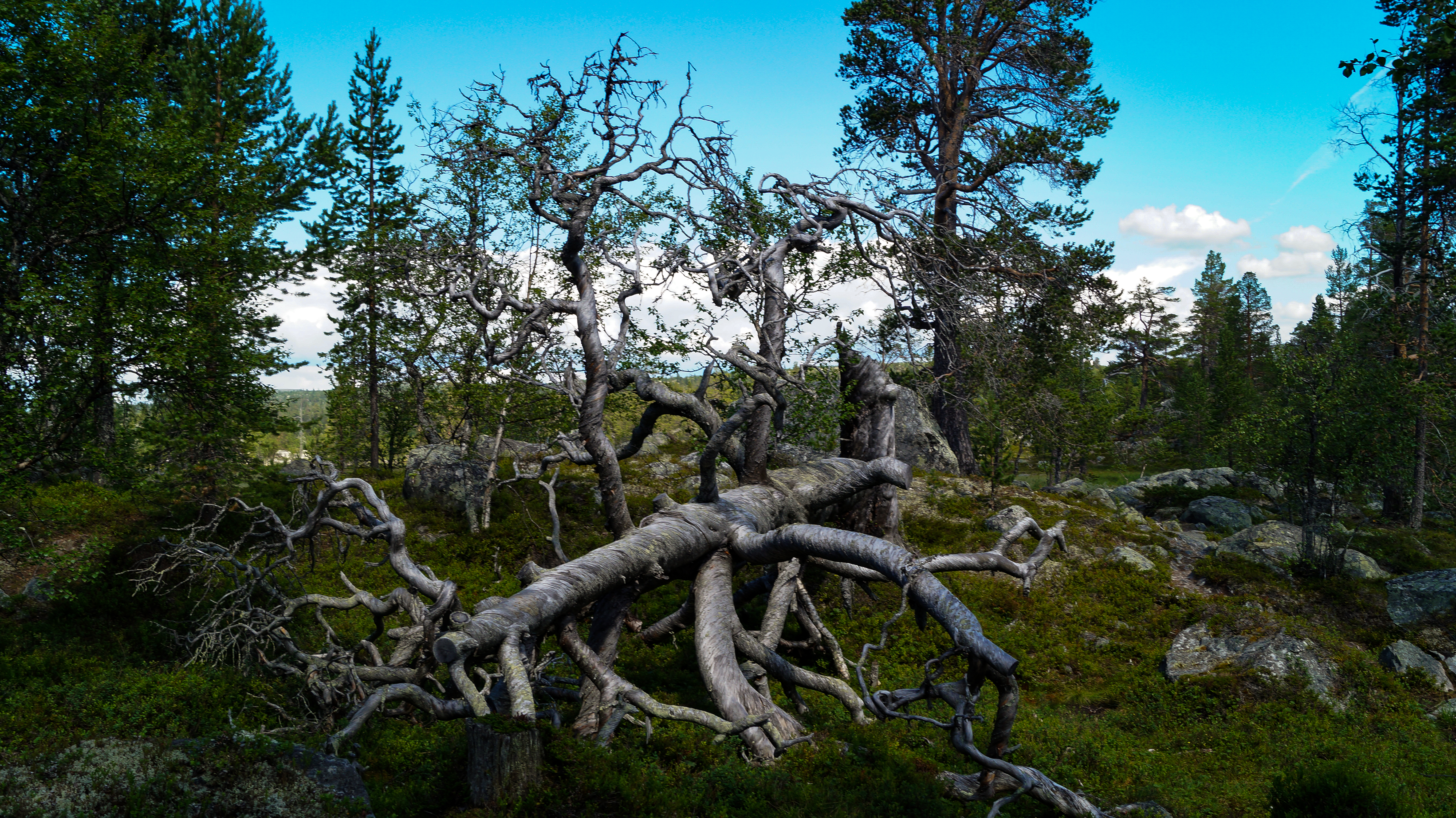
Arbre mort dans le parc.
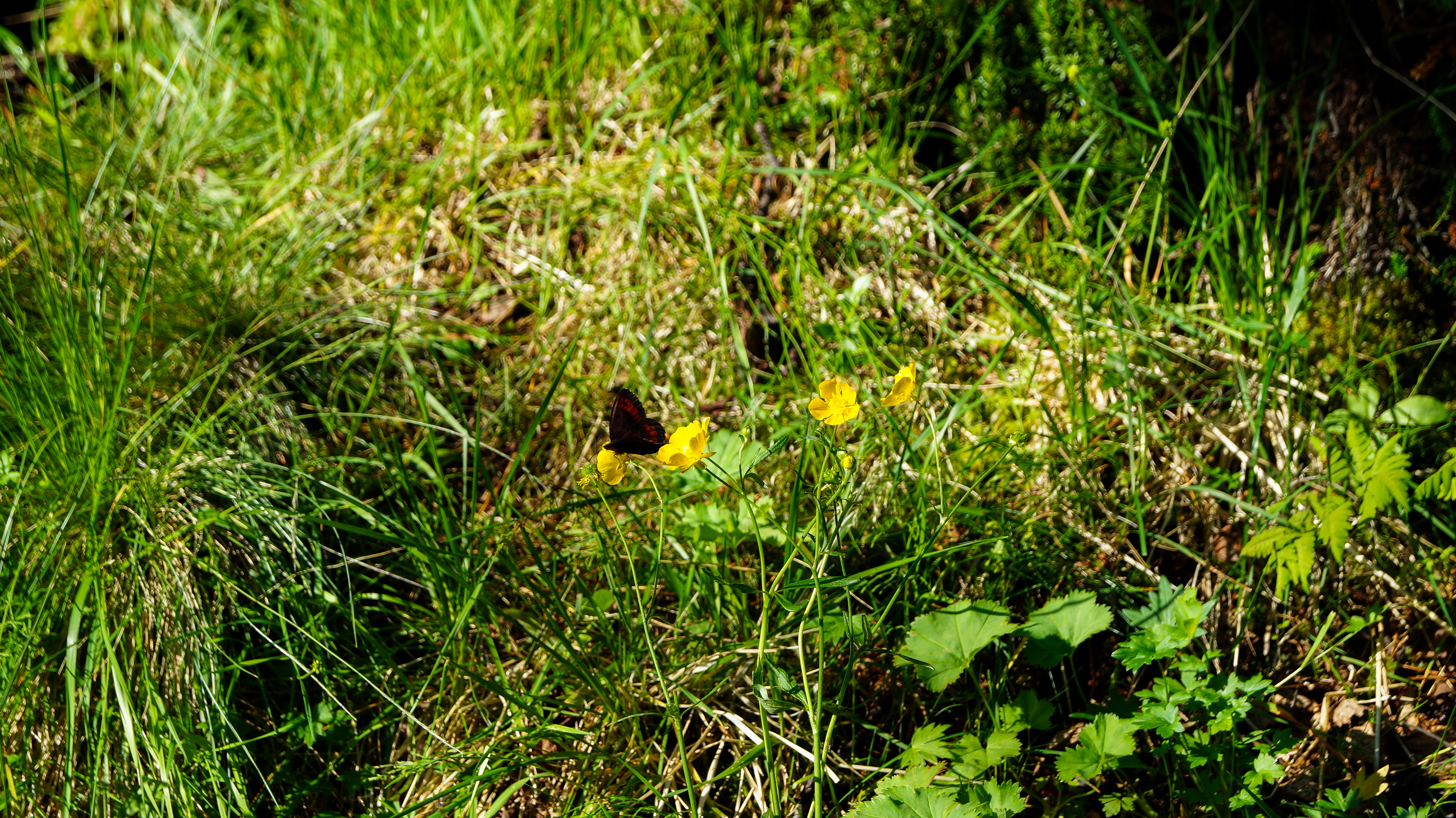
Papillon sur une fleur du parc.
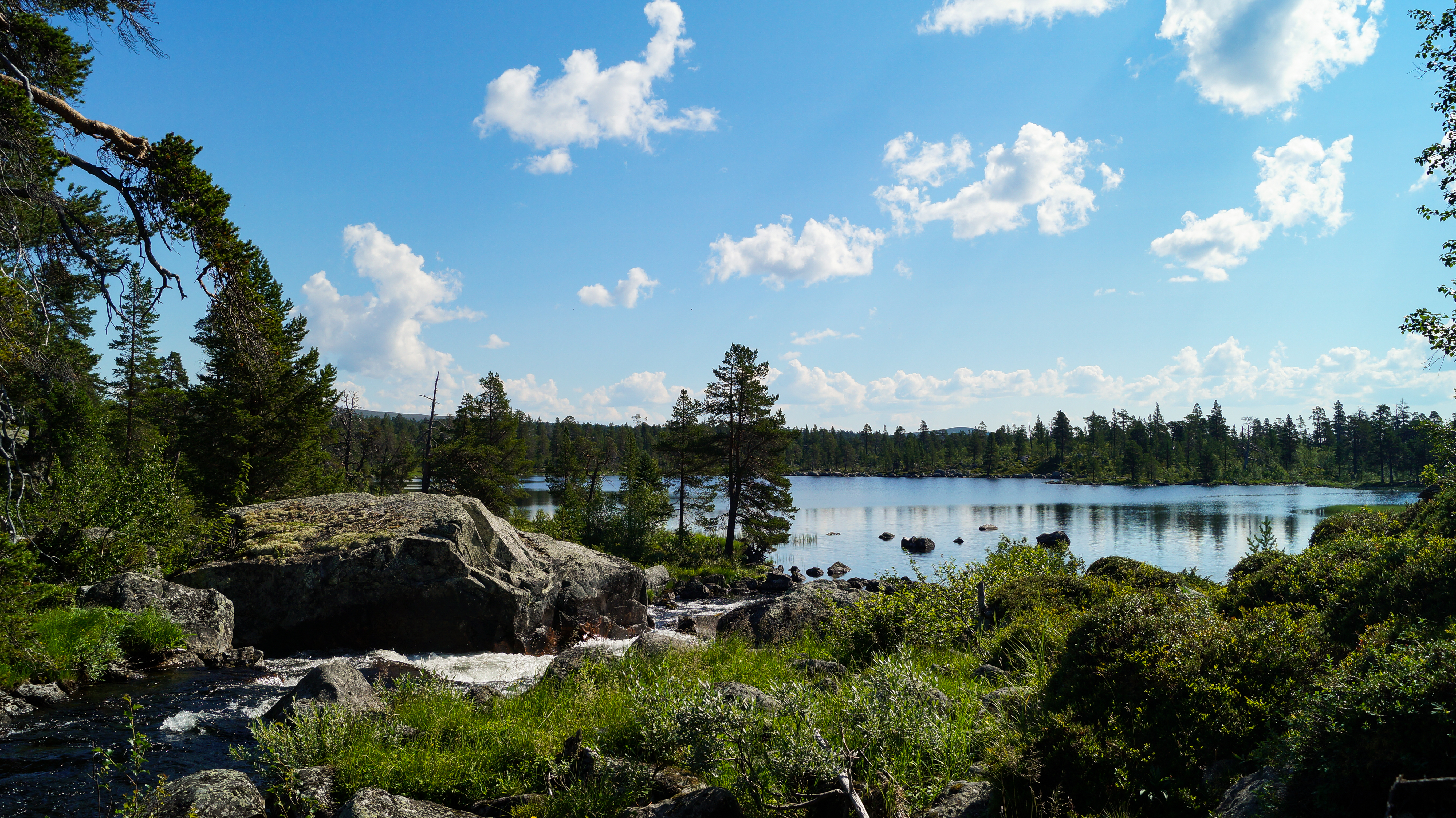
Herbes et forêt près des rapides de la Storån avant son entrée dans un petit lac.

Le parc est loin des chemins battus, et pour cette raison, est un refuge pour de nombreuses espèces animales. C'est le cas en particulier des grands prédateurs tels que l'ours brun (Ursus arctos), le glouton (Gulo gulo), ou encore l'aigle royal (Aquila chrysaetos). Les vieux pins de Töfsingdalen développent souvent une cime plate avec des branches très fortes, ce qui est idéal pour l'aigle royal dont le nid peut peser jusqu'à une tonne. Les aigles chassent différents animaux dans le parc, en particulier le lièvre variable (Lepus timidus), le grand Tétras (Tetrao urogallus), le tétras lyre (Lyrurus tetrix) et des lagopèdes (Lagopus muta et Lagopus lagopus). Parmi les plus petits oiseaux, le traquet motteux (Oenanthe oenanthe) est l'espèce caractéristique du parc, mais le mésangeai imitateur (Perisoreus infaustus), le pouillot fitis (Phylloscopus trochilus), le gobemouche noir (Ficedula hypoleuca) et le rougequeue à front blanc (Phoenicurus phoenicurus) sont aussi fréquemment rencontrés. Près des rivières, on trouve aussi les limicoles tels que le chevalier guignette (Actitis hypoleucos), le chevalier cul-blanc (Tringa ochropus) et la bécassine des marais (Gallinago gallinago).

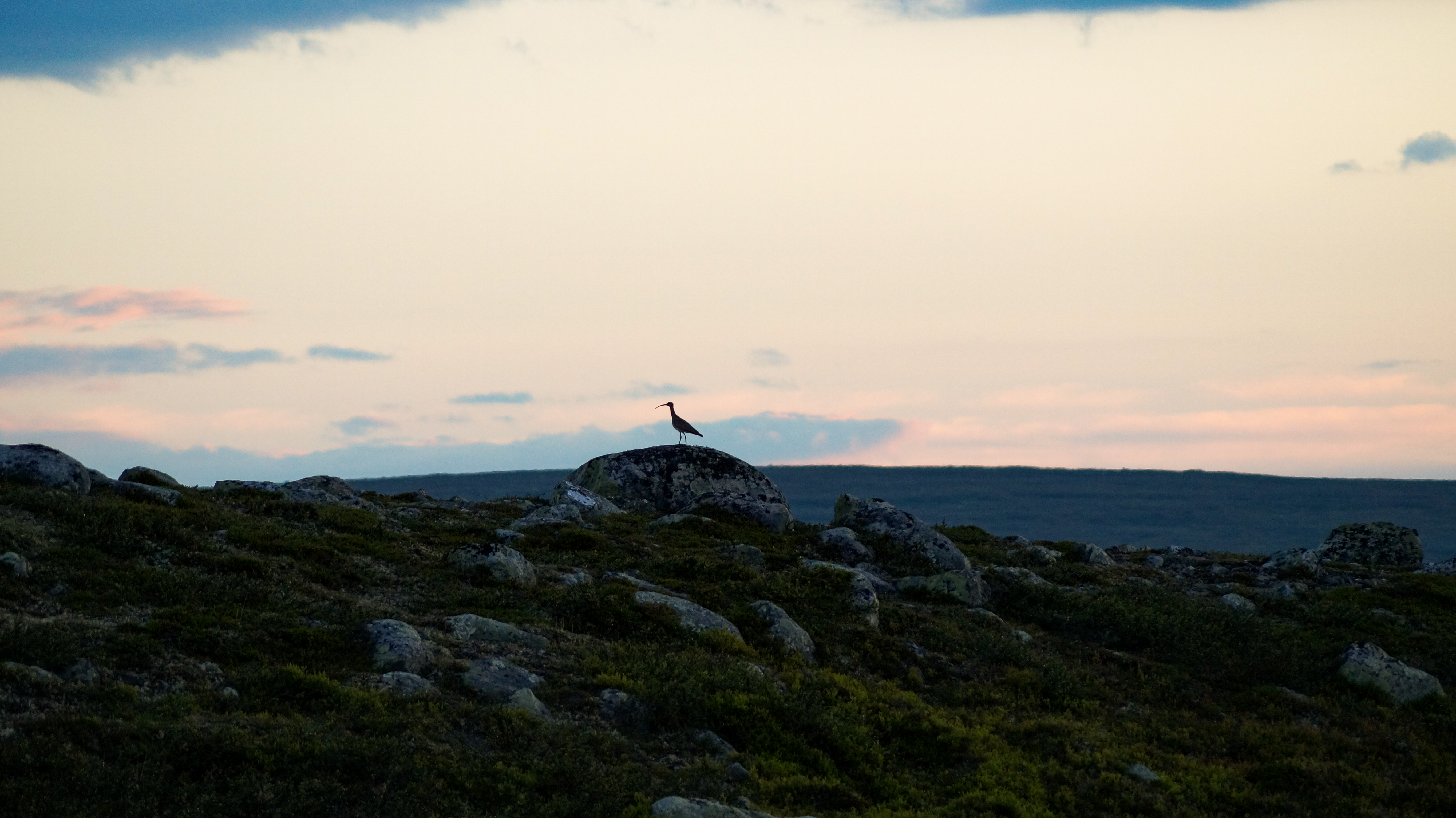
Limicole sur les rochers du parc.
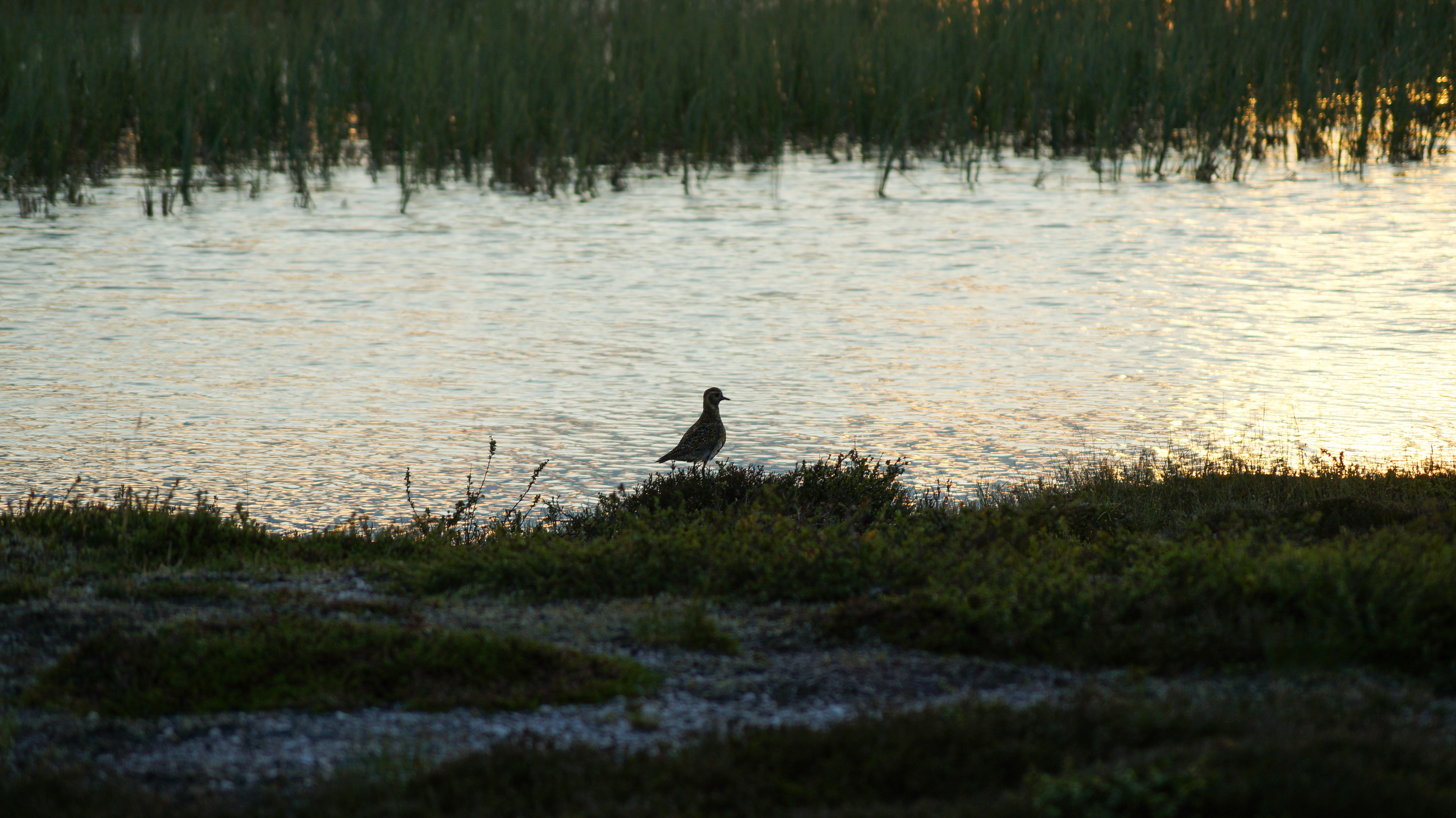
Limicole près d'une rivière
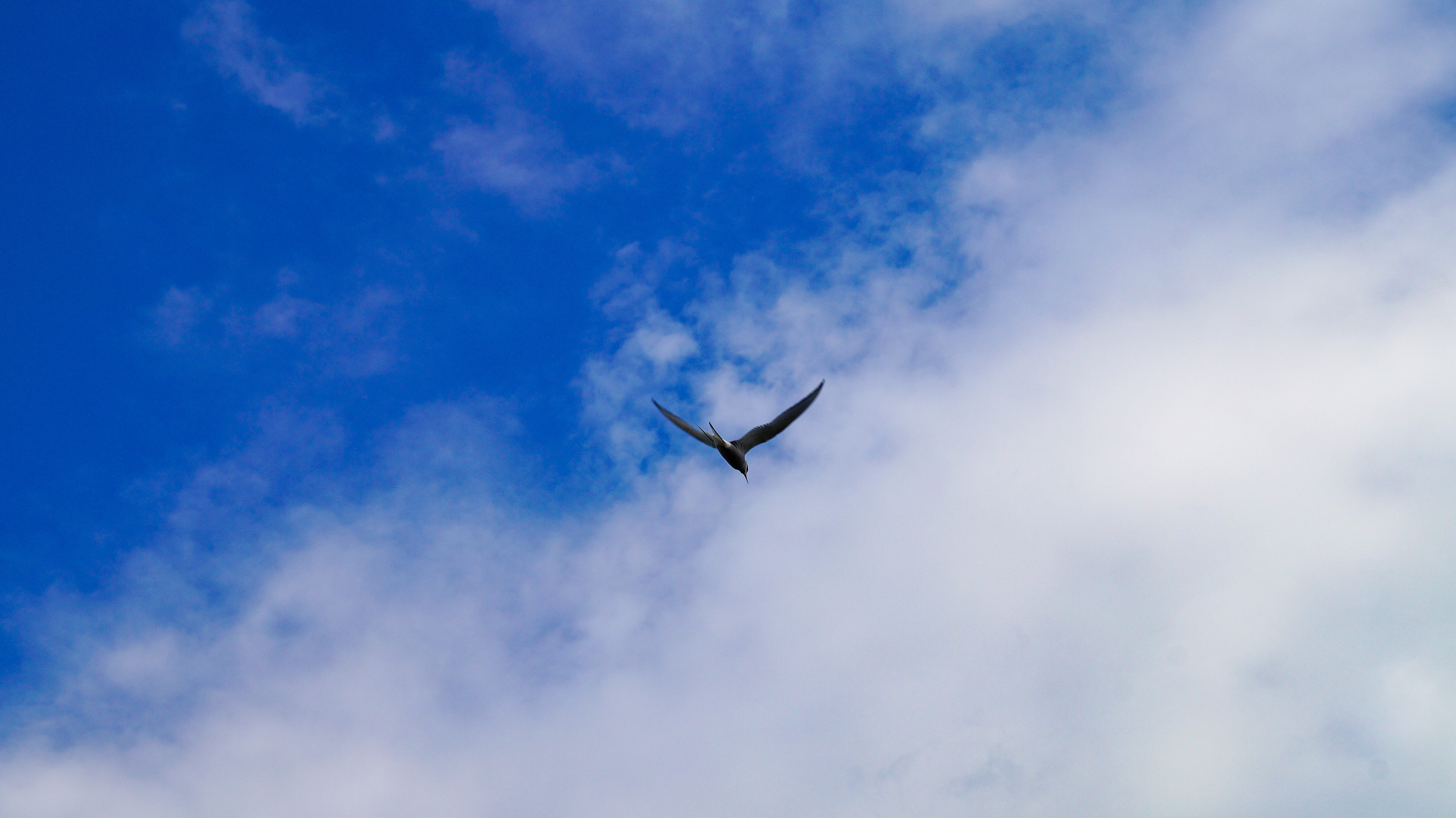
Sternes volant au-dessus du parc.

## Histoire
Les Samis, peuple autochtone du nord de la Fennoscandie, et leurs ancêtres ont habité la région depuis des milliers d'années. Jusqu'au XXe siècle, il y avait même un village same sur les rives du lac Töfsingen, tout près de la frontière nord du parc. Aujourd'hui encore, la région fait partie du territoire des Samis d'Idre, le sameby (organisation légale d'éleveurs de rennes) le plus septentrional de Suède et aussi l'un des plus petits.
Le parc a été créé en 1930, ce qui en fait l'un des premiers du pays et d'Europe. Il est dit que pour établir les frontières du parc, la personne responsable serait simplement montée sur le sommet proche de Storvätteshågna et aurait dessiné directement sur sa carte les frontières qu'il considérait appropriées. Les règles de création du parc ont maintenant changé et Töfsingdalen ne remplit pas les critères actuels des parcs suédois. Sur le plan directeur des parcs nationaux publié en 2008, il est proposé de créer un nouveau parc national, appelé provisoirement parc national de Rogen – Juttulslätten, d'une taille d'approximativement 100 000 ha (1 000 km2) qui incorporerait et remplacerait l'actuel parc national de Töfsingdalen.

## Gestion et protection
Comme pour la plupart des parcs nationaux de Suède, la gestion et l'administration sont divisées entre l'agence suédoise de protection de l'environnement (Naturvårdsverket) et le conseil d'administration des comtés (Länsstyrelse). Naturvårdsverket est chargé de la proposition des nouveaux parcs nationaux, sur consultation des conseils d'administration des comtés et des communes, et la création est entérinée par un vote du Parlement. Le terrain est ensuite acheté par l'État, par l'intermédiaire de Naturvårdsverket. La gestion du parc est ensuite assurée principalement par le comté, c'est-à-dire le conseil d'administration du comté de Dalécarlie pour Töfsingdalen.

## Tourisme

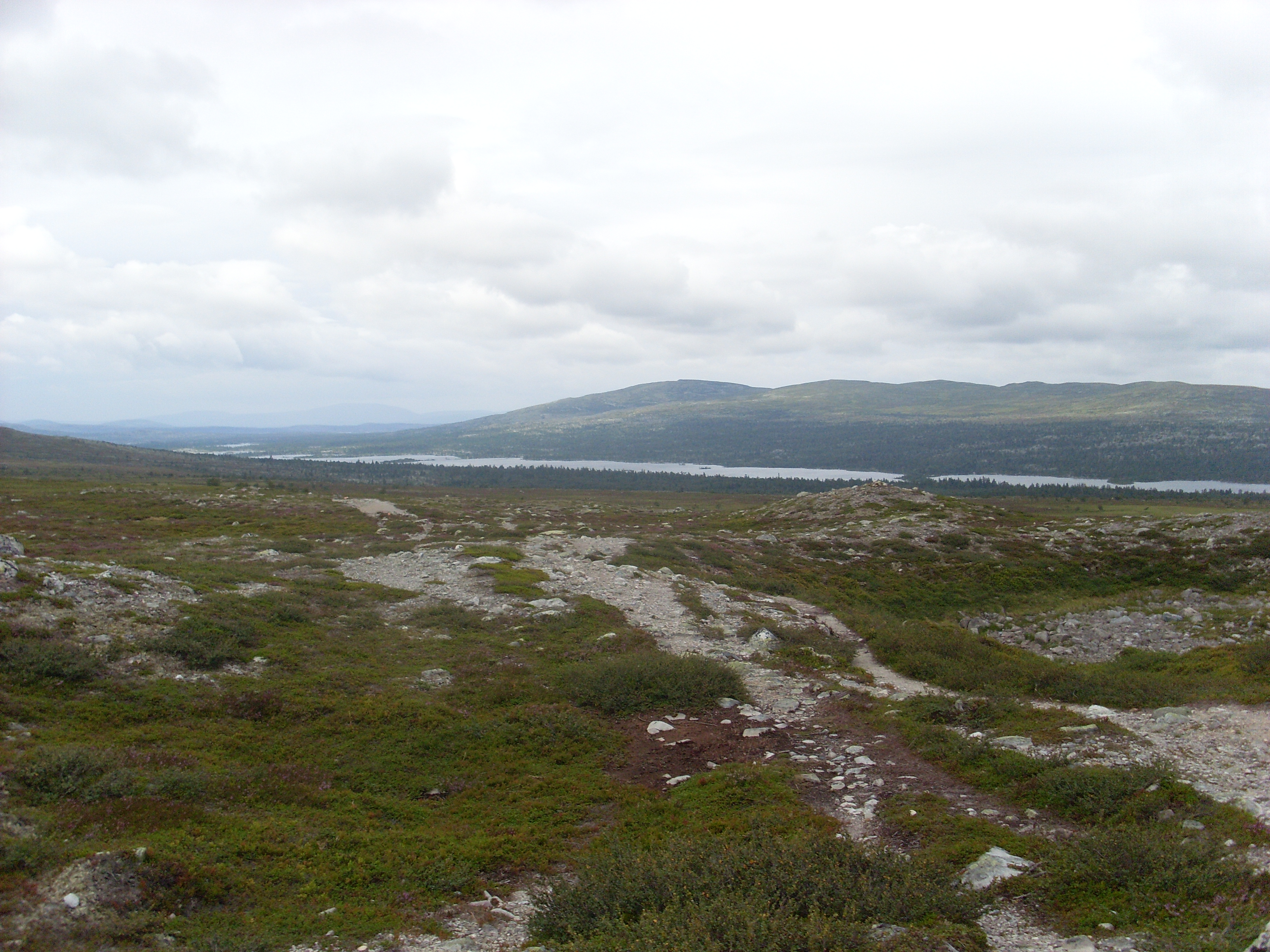
Sentier du Södra Kungsleden à l'approche du lac Hävlingen.

Töfsingdalen est très difficile d'accès et est en conséquence l'un des parcs nationaux les moins visités de Suède avec environ 1 000 visiteurs par an. Le point d'accès le plus facile est depuis Grövelsjön, une station touristique et l'un des principaux point d'accès au réseau de sentiers des montagnes de Dalécarlie. De là, un sentier de 13 km permet de rejoindre la frontière du parc, formant un segment du Södra Kungsleden. Alternativement, il existe une piste le long de la rivière Storån depuis le village de Foskros jusqu'à Ängesildret, qui continue ensuite sur un sentier de 7 km relativement difficile jusqu'au parc. Un pont permet de traverser la Storån au niveau du lac Särsjön et donc de pénétrer le parc national. Le parc lui-même n'a aucun sentier, et sa traversée est très difficile, sauf le long des rivières Storån et Töfsingån où le terrain est un peu plus facile. Près du lac Hävlingen, juste à l'extérieur des frontières du parc, se trouvent des chalets gardés (en saison) permettant de passer la nuit. Autrement, il est autorisé de poser sa tente dans le parc, mais uniquement à une distance de plus de 600 m de la Storån et du lac Töfsingen. Les lacs de la Storån sont très populaires pour la pêche, mais dans le parc lui-même, cette activité est interdite.